# The Pleasure Garden
The Pleasure Garden er en britisk stumfilm fra 1925 instrueret af Alfred Hitchcock og filmen var Hitchcocks instruktørdebut. Det handler om to Korpiger på Pleasure Garden Theatre i London og deres relationer.

## Medvirkende
- Virginia Valli - Patsy Brand
- Carmelita Geraghty - Jill Cheyne
- Miles Mander - Levet
- John Stuart - Hugh Fielding
- Ferdinand Martini - Mr. Sidey
- Florence Helminger - Mrs. Sidey
- Georg H. Schnell - Oscar Hamilton
- Karl Falkenberg - Prins Ivan
- Lewis Brody